# Морель, Маргарет
Маргарет Морель (фр. Margaret Morel; 19 февраля 1958 — 16 марта 2019) — сейшельская легкоатлетка, выступавшая в беге на средние дистанции. Участница летних Олимпийских игр 1980 года. Первая женщина, представлявшая Сейшельские Острова на Олимпийских играх.

## Биография
Маргарет Морель родилась 19 февраля 1958 года.
Занималась хоккеем на траве. В 1979 году стала параллельно заниматься лёгкой атлетикой.
В том же году на первых Играх островов Индийского океана в Сен-Дени завоевала две бронзовых медали в беге на 1500 метров и эстафете 4х400 метров.
В 1980 году вошла в состав сборной Сейшельских Островов на летних Олимпийских играх в Москве. В беге на 800 метров заняла в четвертьфинале последнее, 7-е место, показав результат 2 минуты 16,94 секунды и уступив 16,92 секунды попавшей в полуфинал с 4-го места Анне-Мари ван Нюффель из Бельгии. В беге на 1500 метров занял в полуфинале последнее, 13-е место с результатом 4.37,89, уступив 36,21 секунды попавшей в финал с 5-го места Маричике Пуйкэ из Румынии.
Морель стала первой женщиной, представлявшей Сейшельские Острова на Олимпийских играх.
Несколько раз становилась рекордсменкой страны. Национальный рекорд в беге на 3000 метров, установленный в ноябре 1981 года, не был побит при её жизни.
В 1982 году завершила спортивную карьеру из-за травмы колена.
Умерла 16 марта 2019 года.

## Личные рекорды
- Бег на 800 метров — 2.16,94 (24 июля 1980, Москва)[1]
- Бег на 1500 метров — 4.37,89 (30 июля 1980, Москва)[1]